# Mińsk Sartyrawalny
Mińsk Sartyrawalny (biał. Мінск-Сартыравальны; ros. Минск-Сортировочный) – stacja kolejowa w Mińsku, na Białorusi. Leży na linii Moskwa - Mińsk - Brześć. Stacja nie obsługuje ruchu pasażerskiego.
Na stacji znajduje się obrotnica kolejowa.